# Station Sleidinge
Het station Sleidinge is een spoorwegstation langs spoorlijn 58 (Gent – Eeklo – Brugge) in de deelgemeente Sleidinge van de Oost-Vlaamse gemeente Evergem. Het station heeft geen loketten.
Het stationsgebouw (Type 1895 R4), daterend van 1911, is een beschermd monument dat echter niet meer als station gebruikt wordt. Tegenwoordig is het in privéhanden; anno 2009 is een renovatie aan de gang met als doel het station als woning te gebruiken. Om die reden is recht tegenover het oude station een nieuw perron aangelegd alwaar passagiers moeten op- en afstappen.
Het voormalige wachthuisje is bijna een exacte kopie van Station Waarschoot. Al verkeert het wachthuisje van Sleidinge in slechtere staat. Het is niet meer toegankelijk voor reizigers en de toegangsopeningen zijn dichtgemetseld. Het bevindt zich op het oude perron dat niet meer voor reizigers toegankelijk is.
Naar aanleiding van het IC/IR-plan, dat een algehele sluiting van niet rendabele stations vooropstelde, werden op 3 juni 1984 op spoorlijn 58 de stations van Sleidinge, Waarschoot, Wondelgem en Gent-Muide gesloten. Vanwege hevige protesten van onder andere buurtbewoners werden deze stations, op Gent-Muide na, amper vier jaar later alweer heropend. In 2007 werd uiteindelijk het station van Evergem , dat nog eerder werd gesloten, ook heropend.

## Galerij

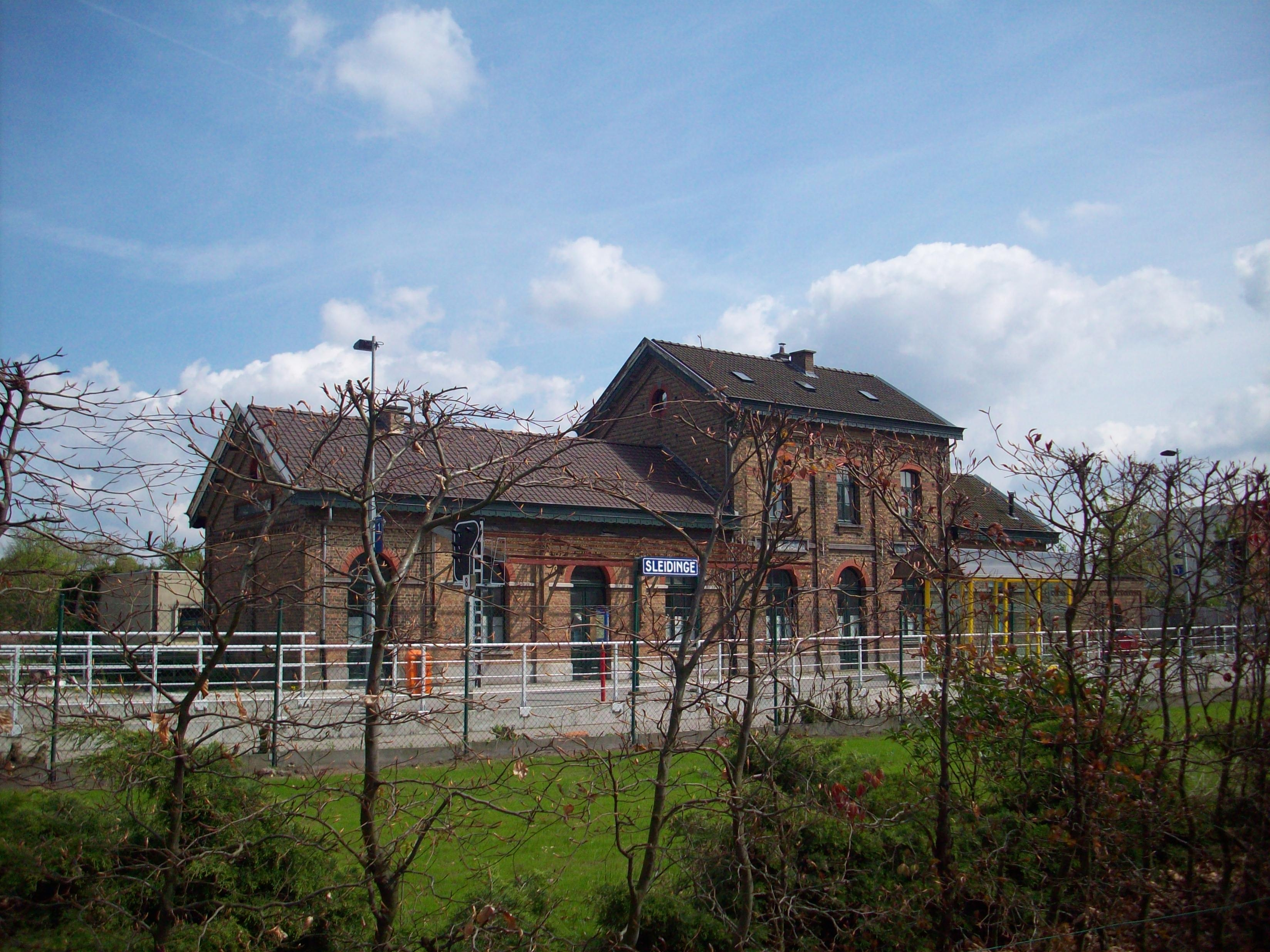
Het station in 2009
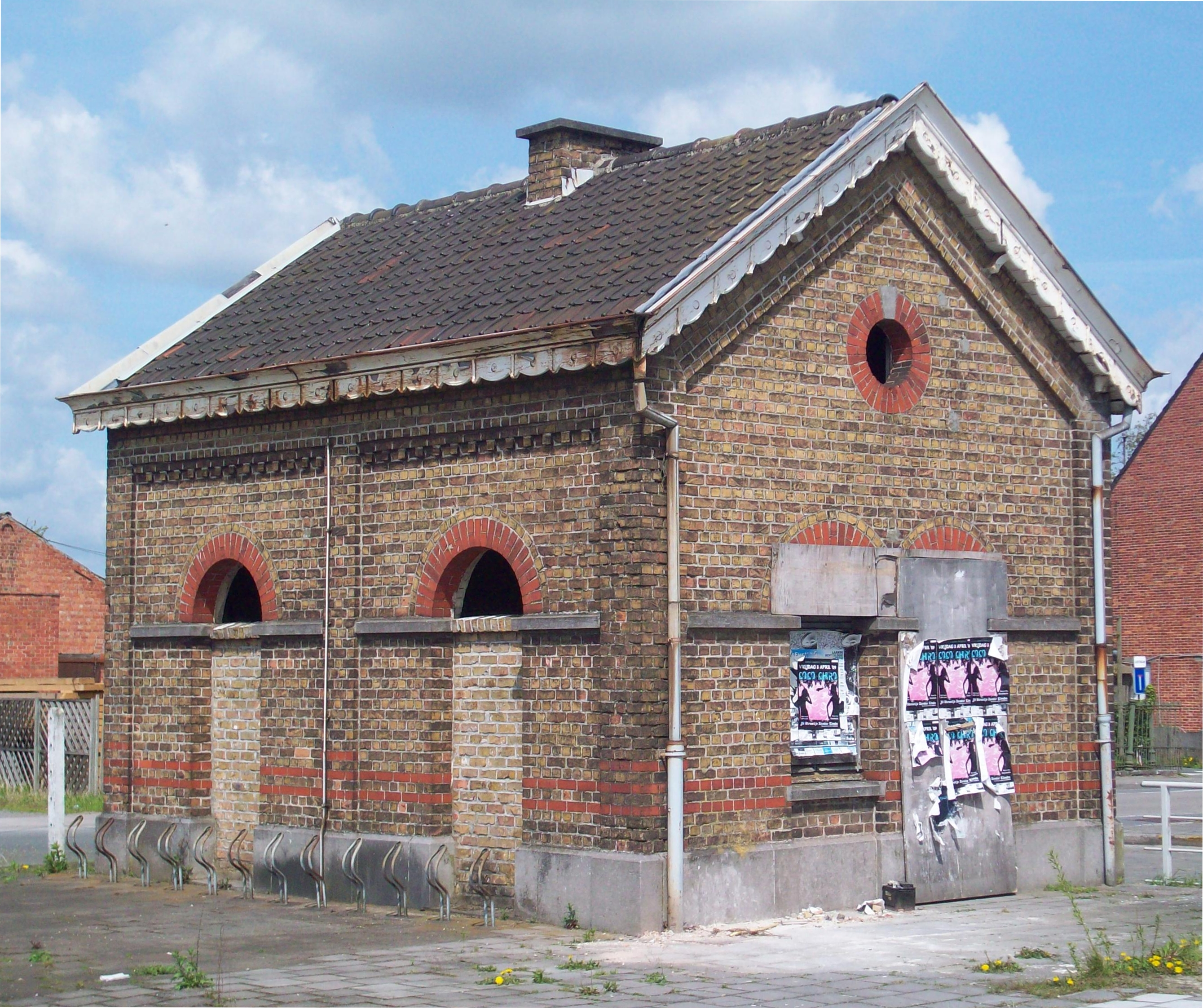
Voormalig wachthuisje
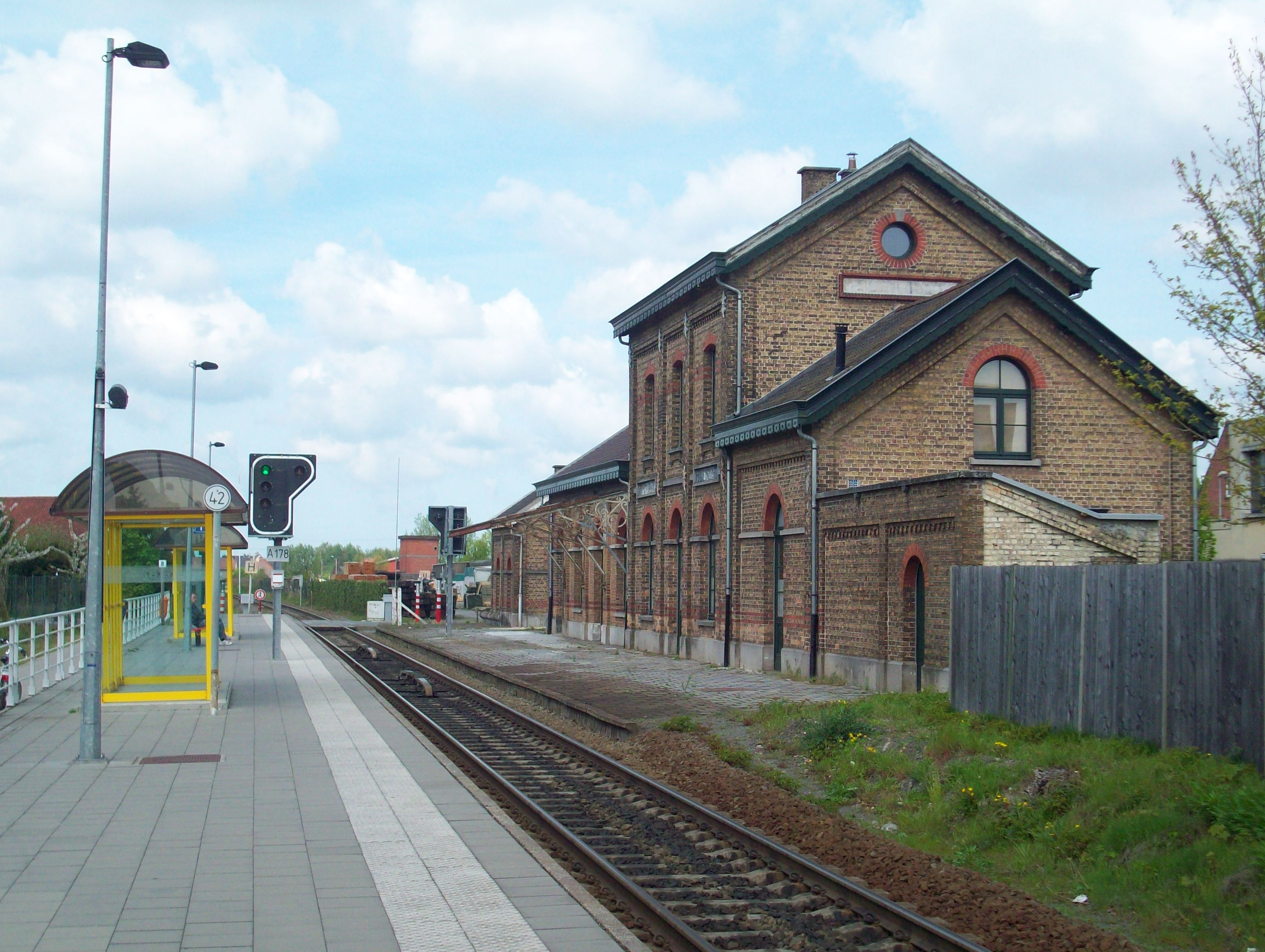
Links het nieuwe perron, rechts het oude, niet meer voor reizigers toegankelijke perron en station
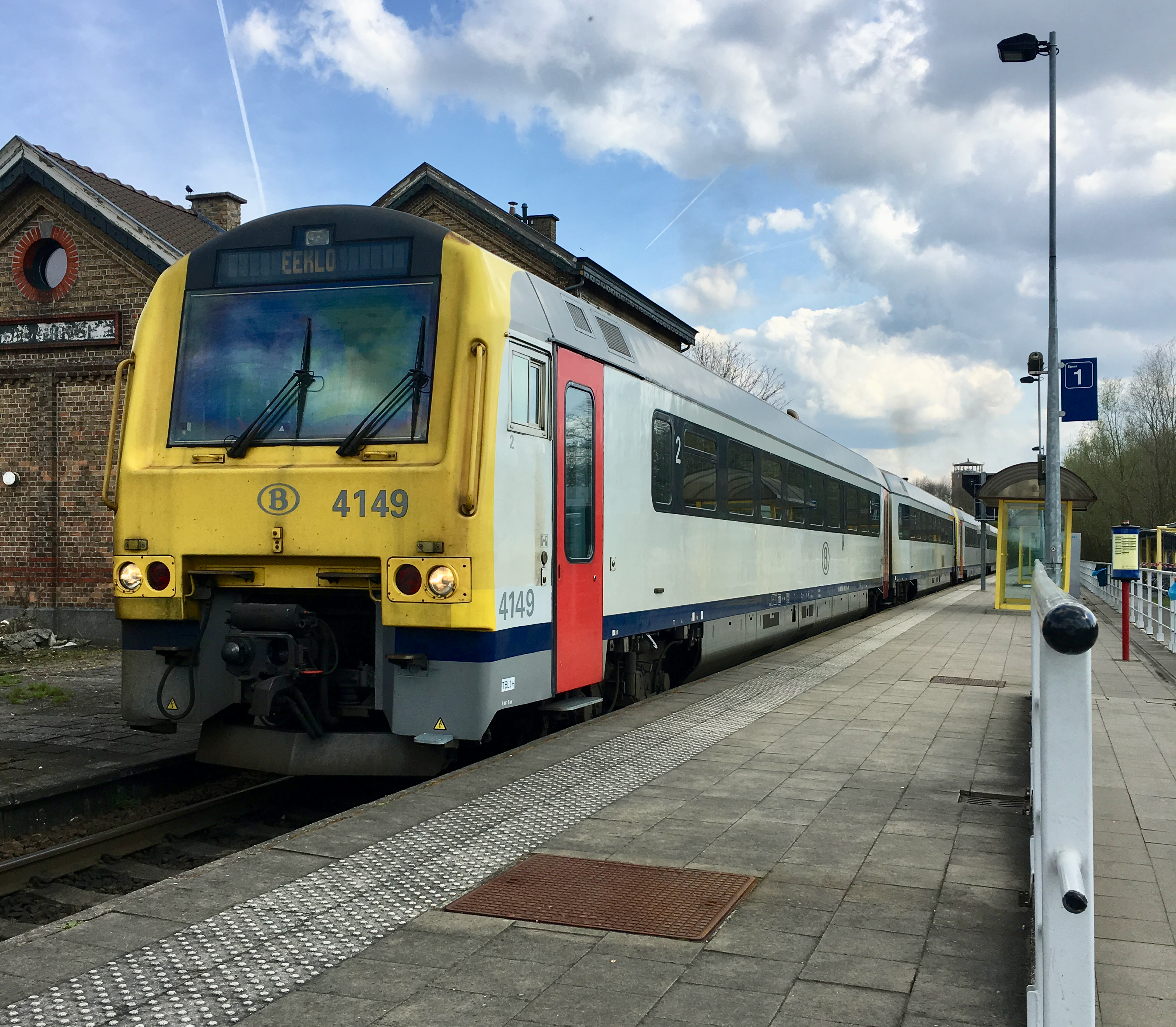
Trein naar Eeklo in Sleidinge

## Treindienst
| Serie       | Treinsoort          | Route                                                      | Bijzonderheden                                    |
| ----------- | ------------------- | ---------------------------------------------------------- | ------------------------------------------------- |
| S 51        | S-trein Gent (NMBS) | Eeklo – Sleidinge – Gent-Sint-Pieters – Oudenaarde – Ronse | Rijdt op zondag 1×/2u.                            |
| P 7084/8084 | Piekuurtrein (NMBS) | Eeklo – Sleidinge – Gent-Sint-Pieters                      | Rijdt alleen op werkdagen, niet tijdens vakanties |
| P 7085/8085 | Piekuurtrein (NMBS) | Eeklo – Sleidinge – Gent-Sint-Pieters                      | Rijdt alleen op werkdagen, niet tijdens vakanties |

## Reizigerstellingen
De grafiek en tabel geven het gemiddeld aantal instappende reizigers weer op een week-, zater- en zondag.
| Tabel: aantal instappende reizigers station Sleidinge | Tabel: aantal instappende reizigers station Sleidinge | Tabel: aantal instappende reizigers station Sleidinge | Tabel: aantal instappende reizigers station Sleidinge |
|                                                       | Weekdag                                               | Zaterdag                                              | Zondag                                                |
| ----------------------------------------------------- | ----------------------------------------------------- | ----------------------------------------------------- | ----------------------------------------------------- |
| 1977                                                  | 157                                                   | -                                                     | -                                                     |
| 1978                                                  | 173                                                   | -                                                     | -                                                     |
| 1979                                                  | 173                                                   | -                                                     | -                                                     |
| 1980                                                  | 170                                                   | -                                                     | -                                                     |
| 1981                                                  | 161                                                   | -                                                     | -                                                     |
| 1982                                                  | 181                                                   | -                                                     | -                                                     |
| 1983                                                  | 193                                                   | -                                                     | -                                                     |
| 1984                                                  | -                                                     | -                                                     | -                                                     |
| 1985                                                  | -                                                     | -                                                     | -                                                     |
| 1986                                                  | -                                                     | -                                                     | -                                                     |
| 1987                                                  | -                                                     | -                                                     | -                                                     |
| 1988                                                  | 110                                                   | 21                                                    | 23                                                    |
| 1989                                                  | 139                                                   | 25                                                    | 17                                                    |
| 1990                                                  | 93                                                    | 10                                                    | 14                                                    |
| 1991                                                  | 97                                                    | 31                                                    | 25                                                    |
| 1992                                                  | 139                                                   | 37                                                    | 28                                                    |
| 1993                                                  | 87                                                    | 61                                                    | 43                                                    |
| 1994                                                  | 118                                                   | 29                                                    | 18                                                    |
| 1995                                                  | 128                                                   | 31                                                    | 30                                                    |
| 1996                                                  | 137                                                   | 40                                                    | 22                                                    |
| 1997                                                  | 153                                                   | 26                                                    | 41                                                    |
| 1998                                                  | 189                                                   | 30                                                    | 22                                                    |
| 1999                                                  | 188                                                   | 23                                                    | 36                                                    |
| 2000                                                  | 260                                                   | 32                                                    | 38                                                    |
| 2001                                                  | 171                                                   | 28                                                    | 14                                                    |
| 2002                                                  | 210                                                   | 32                                                    | 45                                                    |
| 2003                                                  | 196                                                   | 42                                                    | 38                                                    |
| 2004                                                  | 219                                                   | 35                                                    | 40                                                    |
| 2005                                                  | 218                                                   | 44                                                    | 27                                                    |
| 2006                                                  | 243                                                   | 53                                                    | 38                                                    |
| 2007                                                  | 218                                                   | 26                                                    | 8                                                     |
| 2008                                                  | -                                                     | -                                                     | -                                                     |
| 2009                                                  | 255                                                   | 34                                                    | 29                                                    |
| 2010                                                  | -                                                     | -                                                     | -                                                     |
| 2011                                                  | -                                                     | -                                                     | -                                                     |
| 2012                                                  | 260                                                   | 50                                                    | 44                                                    |
| 2013                                                  | 248                                                   | 36                                                    | 38                                                    |
| 2014                                                  | 231                                                   | 49                                                    | 45                                                    |
| 2015                                                  | 184                                                   | 34                                                    | 19                                                    |
| 2016                                                  | 205                                                   | 40                                                    | 27                                                    |
| 2017                                                  | 187                                                   | 42                                                    | 29                                                    |
| 2018                                                  | 224                                                   | 80                                                    | 72                                                    |
| 2019                                                  | 269                                                   | 62                                                    | 42                                                    |
| 2020                                                  | 180                                                   | 54                                                    | 27                                                    |
| 2021                                                  | -                                                     | -                                                     | -                                                     |
| 2022                                                  | 267                                                   | 64                                                    | 49                                                    |
| 2023                                                  | 284                                                   | 61                                                    | 50                                                    |
| 2024                                                  | 222                                                   | 61                                                    | 49                                                    |